# Pinacoteca civica di Montelupone
La Pinacoteca civica di Montelupone, anche conosciuta come Pinacoteca civica Corrado Pellini, è il museo comunale di Montelupone (MC) che si trova all'interno dell'antico Palazzo del Podestà (o dei Priori) costruito nel XIV secolo.

## Storia
La Pinacoteca civica venne inaugurata il 27 giugno 1998 al fine di conservare e divulgare il patrimonio artistico del Comune di Montelupone. La collezione proviene sia da enti religiosi che da collezioni pubbliche e private. Essa presenta opere che sono state realizzate per la città oppure opere create da artisti legati al territorio monteluponese. Il nucleo principale della collezione è rappresentato da prodotti artistici che arrivano dalla Chiesa e Convento di San Francesco, si possono vedere anche opere di artisti come:
- Federico Barocci
- Emilio Bernacchini
- Biagio Biagetti
- Guglielmo Giustini
- Pier Paolo Jacometti
- Corrado Pellini
- Cesare Peruzzi
- Gabriele Galantara
- Ernest Van Schayck
- Scuola lottesca

## Opere
- Statua lignea raffigurante San Francesco di Paola: risalente al XVII secolo, il Santo è raffigurato con la raggiera dove è inciso "Charitas".
- Disegno dell'antico convento delle Monache Clarisse di Montelupone, del XX secolo.
- Cartina geografica dello Stato Pontificio del secolo XIX.
- Acquaforte che raffigura Porta Ulpiana.
- Busto in gesso di Re Vittorio Emanuele III: venne acquistato dal Comune con l'appoggio dell'artista Biagio Biagetti nel 1906.
- Busto in gesso che rappresenta un Sindaco, del XX secolo.
- Stemma dipinto su legno del vescovo di Recanati e Loreto, Guglielmo Giustini (1898-1903).
- Ultima Cena: tela del XVII secolo, corrisponde al Vangelo di Giovanni e dal punto di vista iconografico si distacca dal modello leonardesco per i toni più scuri e l'ambiente chiuso.
- Due savonarole e un tavolino del XVI secolo.
- San Nicola orante: della seconda metà del 1500, si ricollega alla pittura controriformista; vediamo rappresentati due  stemmi, uno è quello di Montelupone e l'altro è probabilmente della famiglia che commissionò il quadro, per ringraziare l'allontanamento della peste dal paese. Si può notare poi  il Santo in ginocchio, di fronte al Crocifisso, con le tre uova d'oro appoggiate sopra un libro.
- Madonna addolorata: tela del XVIII-XIX secolo, legata alle opere di Filippo Ricci, essa rappresenta il tema della morte al tramonto (quando muore il giorno); l'accostamento delle fasi della vita con quelle del giorno fa riferimento al pittore Federico Barrocci.
- Sacra famiglia: dipinto del XIX secolo, di pittore anonimo che si ispira a Tommaso Minardi.
- Serie di quattro affreschi raffiguranti: Gesù crocifisso, giovane con la corona di Re dell'universo, di tradizione bizantina; la Madonna di Loreto; San Pietro e San Paolo, di autore locale.
- Ritratto maschile e femminile: di Emilio Bernacchini, del 1878; il primo è il terziario francescano che Antonio da Faenza raffigurò nel dipinto della Madonna del latte.
- Due mensoloni in legno a foggia di cariatidi: essi provengono dalla Chiesa di Santa Chiara e non vennero più riutilizzati dopo il restauro.
- Madonna del dito: di Emilio Bernacchini datato 1878, è una copia di una tela di Gianbattista Salvi, detto anche Sassoferrato.
- Serie di tre dipinti di Cesare Peruzzi: risalenti ai primi anni del Novecento e raffigurano la Madonna del latte (una copia realizzata all'età di 11 anni e l'altra a 17) e la Madonna di Foligno del Raffaello (eseguita a 14 anni).
- Autoritratto (1991) e Anziana al riposo (1986): di Peruzzi, il primo venne eseguita per il compleanno del pittore, mentre la seconda potrebbe rappresentare la madre dell'artista.
- Maschera in gesso: conservata dentro una tomba unita allo scheletro al posto del cranio, che venne rinvenuta durante i lavori di restauro della Chiesa di San Francesco.
- Cartone preparatorio per una Via Crucis: di Biagio Biagetti del 1930-40 e rappresenta Gesù trafitto dai chiodi, a grandezza naturale.
- Madonna col Bambino: di Biagetti-Emiliani, dipinto su stoffa a succo d'erba.
- Clemente IX: di Emilio Bernacchini del 1879, il dipinto originale fu eseguito da Carlo Maratta da Camerano.
- Il paese di notte e La campagna di giorno: quadri di Corrado Pellini degli anni Venti e Trenta del Novecento.
- Vergine tra Santa Chiara e Pietro: disegno di Emilio Bernacchini del 1876, la tecnica usata della matita su cartone è molto interessante.
- Isidoro de Vecchiotti: del 1641, raffigura il condottiero monteluponese a cinquantuno anni.
- Bernardino Funetti: del 1648, fu plebano di Montelupone (1616-1646).
- Dipinto che rappresenta un alto Prelato monteluponese del XVII secolo.
- Dipinto di Papa Alessandro VII, del XVII.
- Dipinto raffigurante Papa Clemente IX, del secolo XVII.

Inoltre nella sala sono presenti sei teche, nelle due verticali troviamo paramenti sacerdotali del XVII secolo, insieme a Messali; mentre nelle orizzontali:
1. La prima teca contiene reperti archeologici della civiltà Picena del VI secolo a.C., con una fibula ornamentale a sanguisuga e un puntale di lancia, poi vediamo un vaso di terracotta parte di una tomba, associato a frammenti di ossa, conchiglie, utensili risalenti al Neolitico e anche dieci selci di 30.000 anni fa. Ci sono anche un registro della famiglia Giachini (XVIII secolo) e dei Registri di Impegnazioni e Pegni (dei secoli XVII e XVIII) appartenenti al Monte di Pietà di Montelupone.
2. Nella seconda si conservano due bolle, tra cui una plumbea del 1752, che presenta nel sigillo le figure di San Pietro e Paolo e il nome di Benedetto XVI; invece l'altra è stata inviata dall'Arcivescovo di Fermo, Alessandro Borgia, nel 1738. Troviamo inoltre, documenti di governi che si sono succeduti durante il XIX secolo a Montelupone; le Memorie di San Firmano del 1892 e una scheda d'iscrizione alla Confraternita della SS. Annunziata.
3. Nella terza si possono ammirare opere a stampa di Annibal Caro del XIII secolo, la rivista "l'Asino" con illustrazioni di Ratalanga, un volume per la raccolta di firme di Elia Bonci del 1932 e la memoria storica della famiglia Tommassini-Barbarossa. Per di più ci sono anche una tavola a stampa con Le Quattro Stagioni e La Storia del Pane di Biagio Biagetti e infine il Giubileo sacerdotale di Padre Clemente Benedettucci del 1927.
4. Per finire nella quarta teca si possono vedere opere a stampa del 1800, della Società del Gabinetto di lettura di Montelupone.